# Halichondria stalagmites
Halichondria stalagmites är en svampdjursart som först beskrevs av Jörn Hentschel 1912.  Halichondria stalagmites ingår i släktet Halichondria och familjen Halichondriidae. Inga underarter finns listade i Catalogue of Life.